# ماهیچه نزدیک‌کننده بزرگ
ماهیچه نزدیک‌کننده بزرگ (انگلیسی: Adductor magnus muscle) یک ماهیچه بزرگ سه‌گوش است که در سمت داخلی ران پا واقع شده‌است. کارکرد آن نزدیک شدن ران به خط وسط بدن و چرخش داخلی مفصل ران، و همچنین الیاف قدامی در خمش (فلکشن) و الیاف میانی در حرکت اکستنشن است.
سر ثابت آن جلوی استخوان عانه، سر متحرکش تقریباً سرتاسر طول بخش داخلی و قدامی استخوان ران و عصب‌گیری آن از عصب سدادی و سیاتیک است.
تاندون این ماهیچه در بالا به راموس تحتانی پوبیس چسبیده و ماهیچه بعد از پایین آمدن به نیمه پایینی استخوان ران می‌چسبد.

## نگارخانه

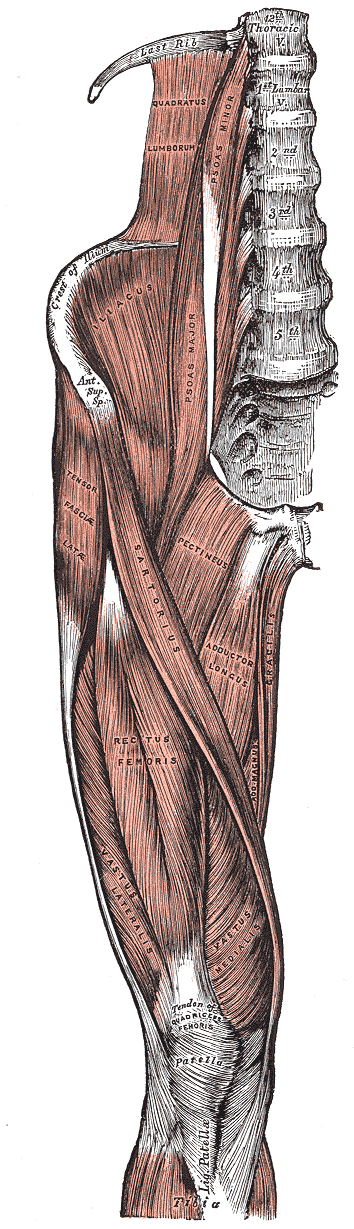
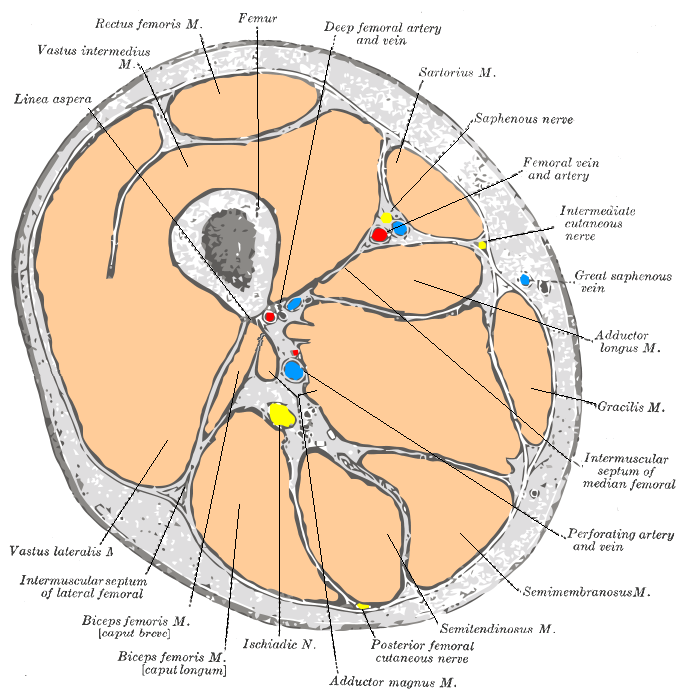
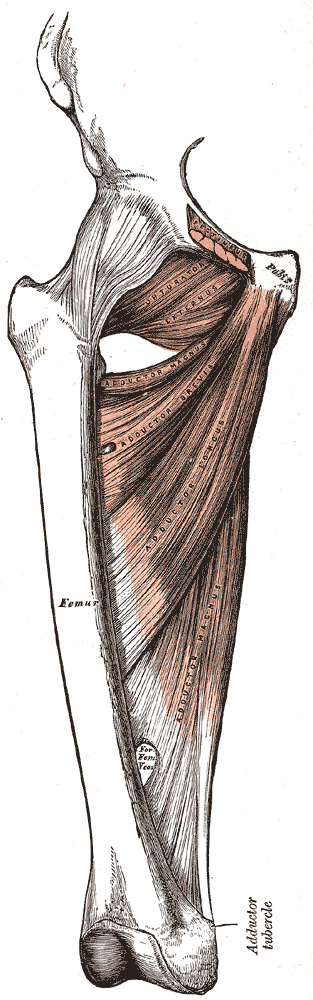
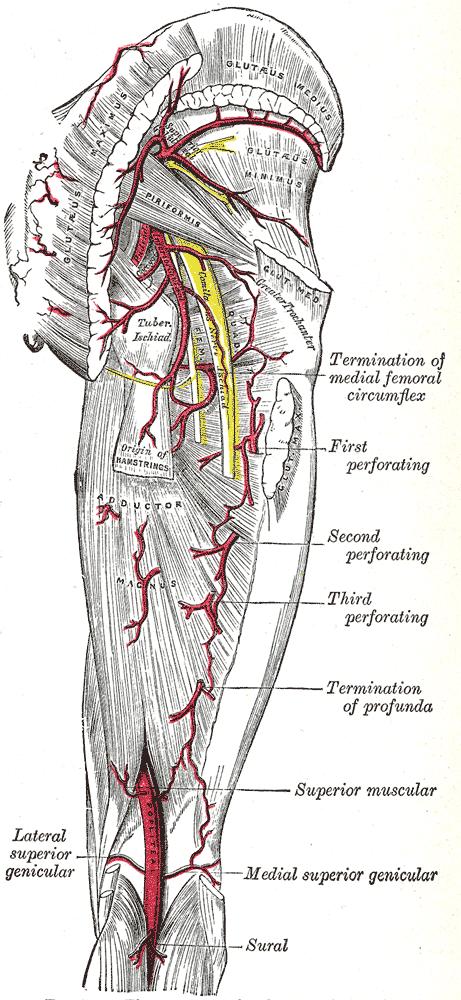
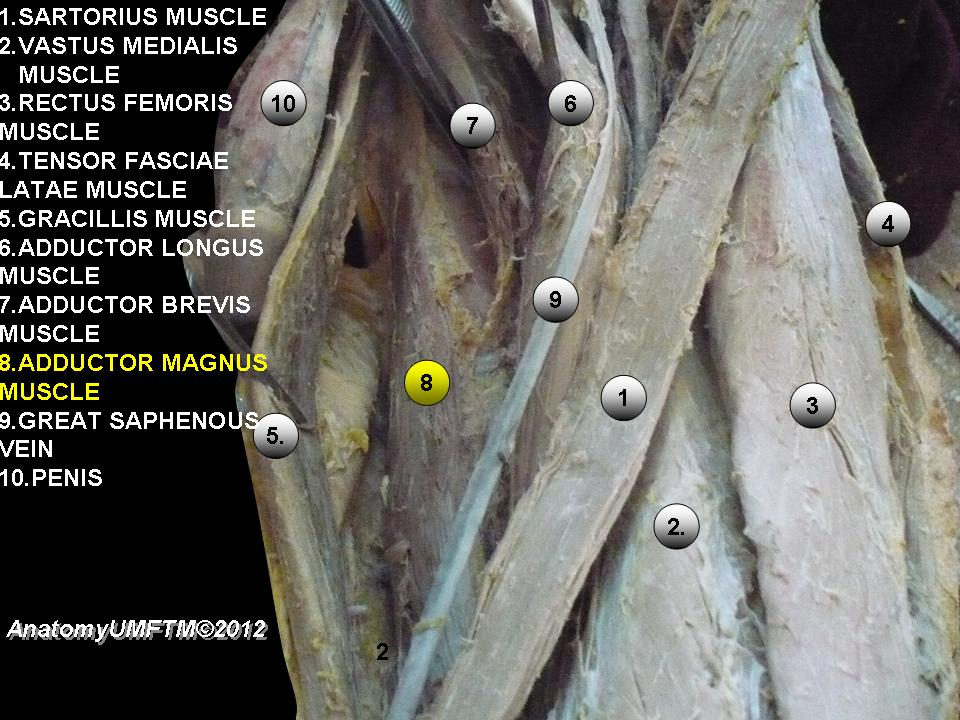
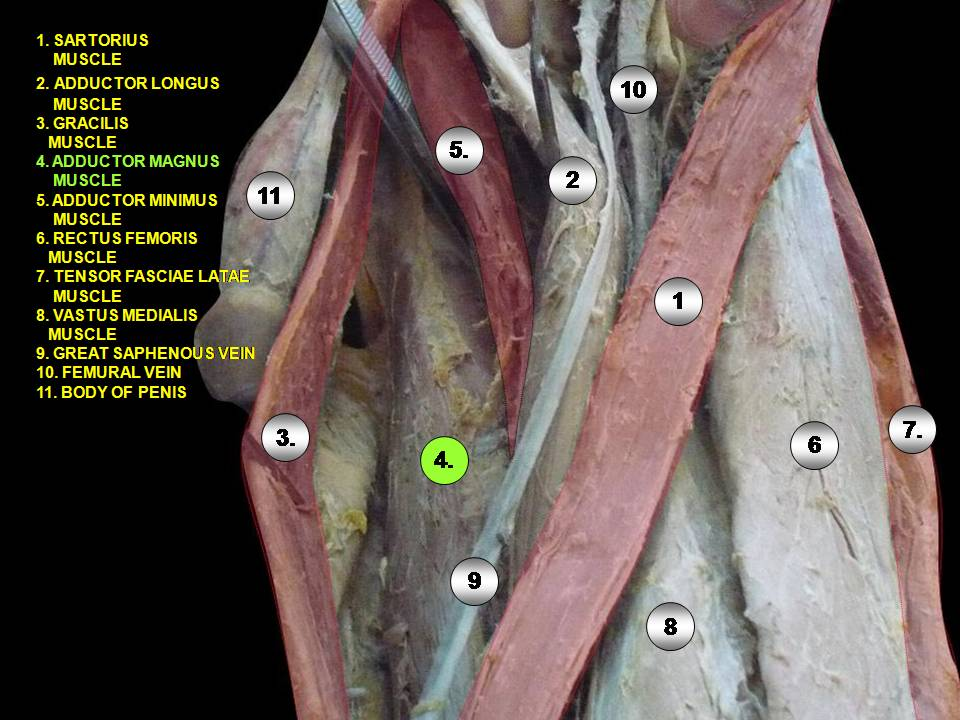
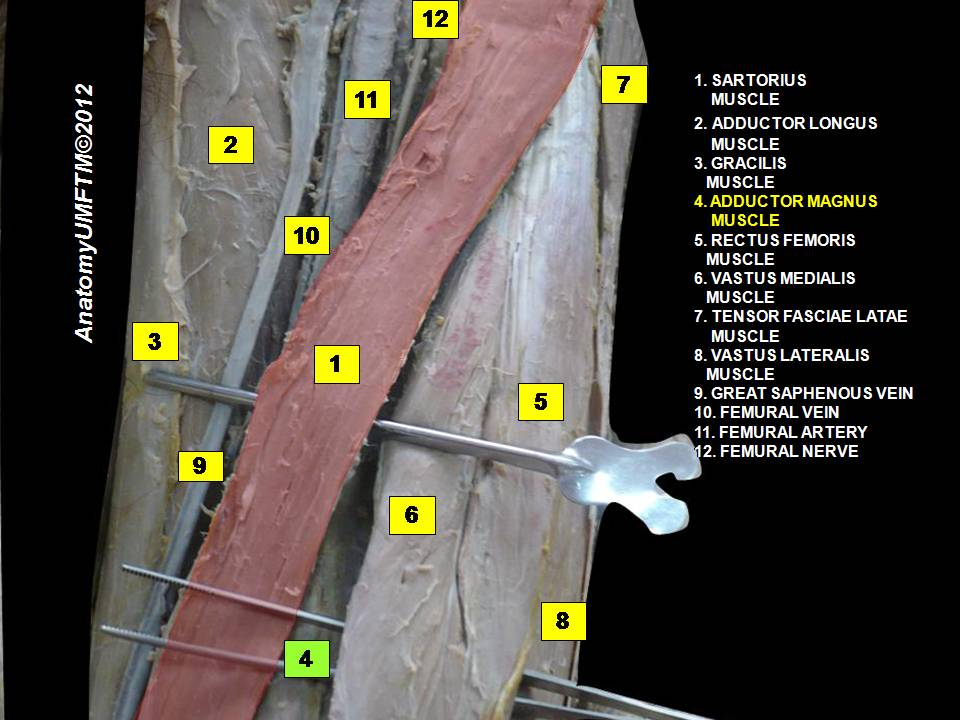
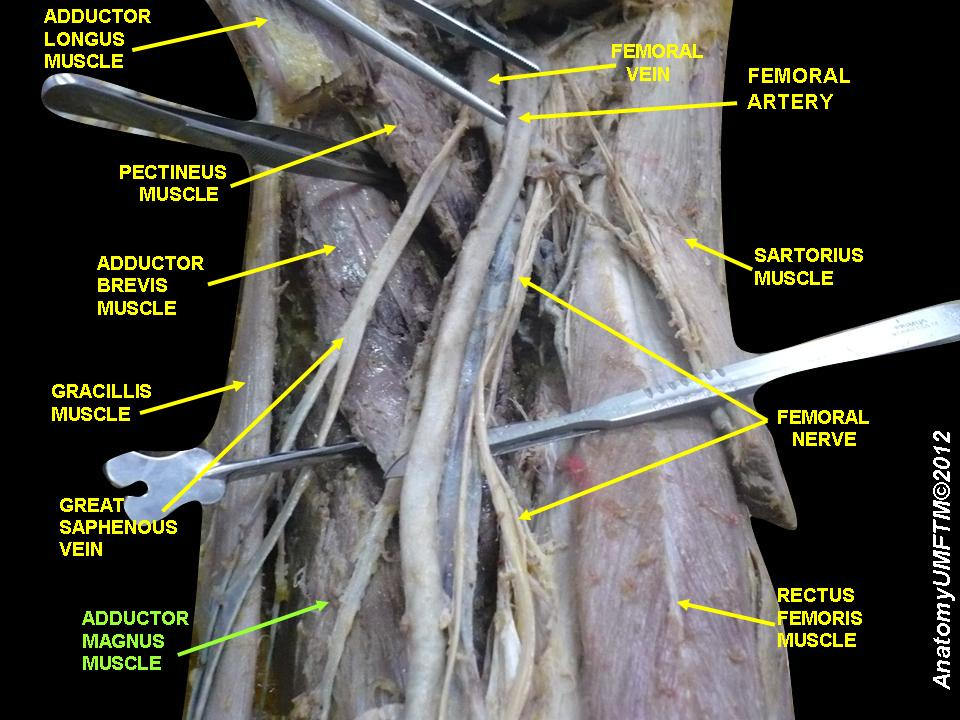
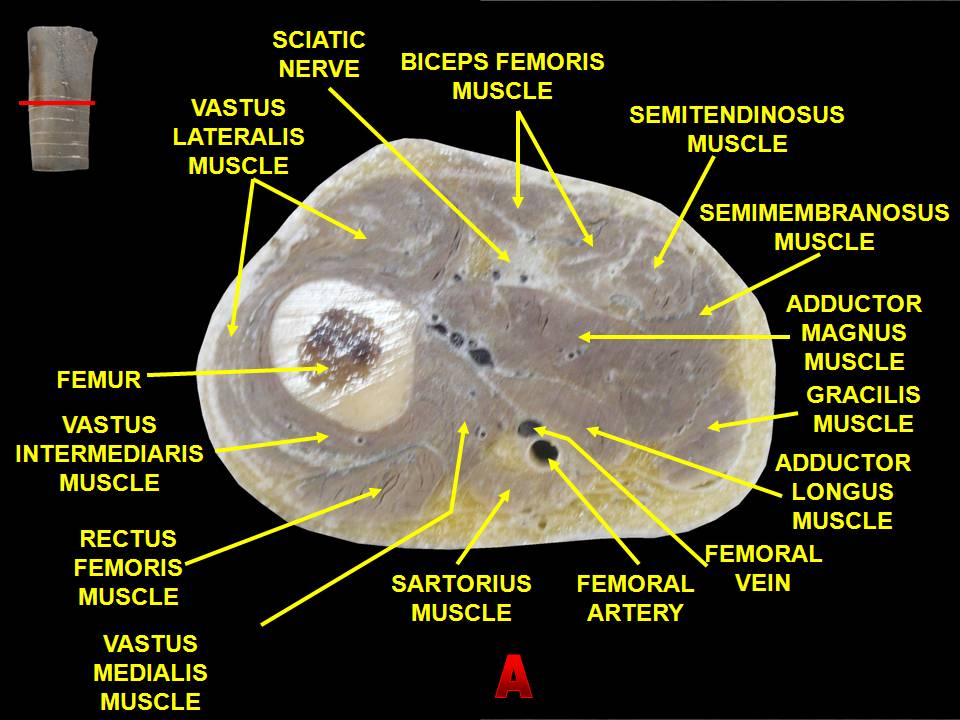
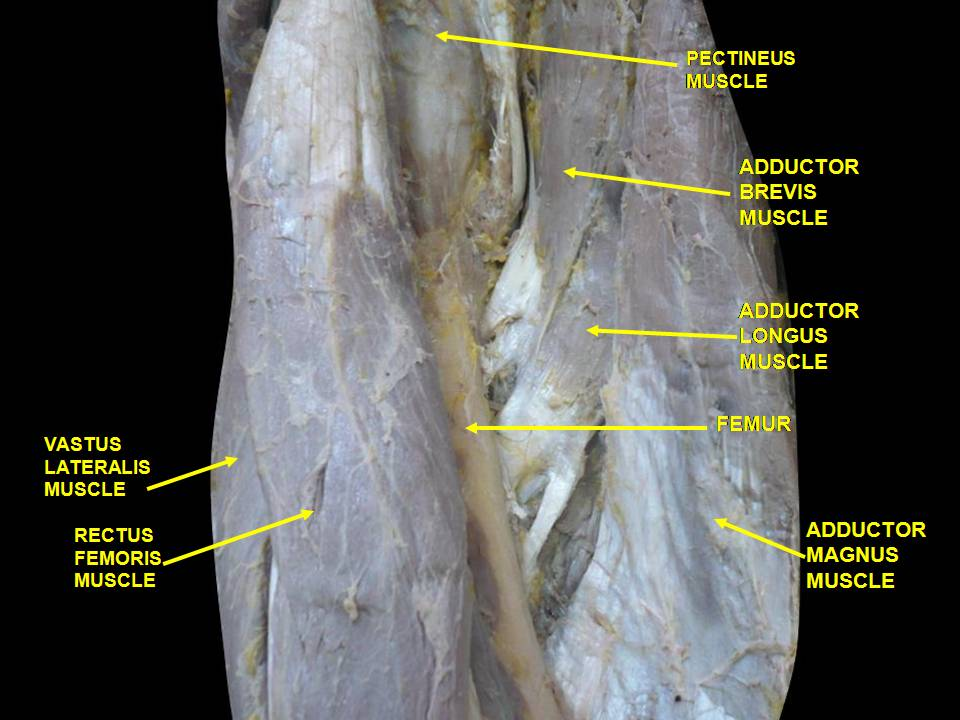
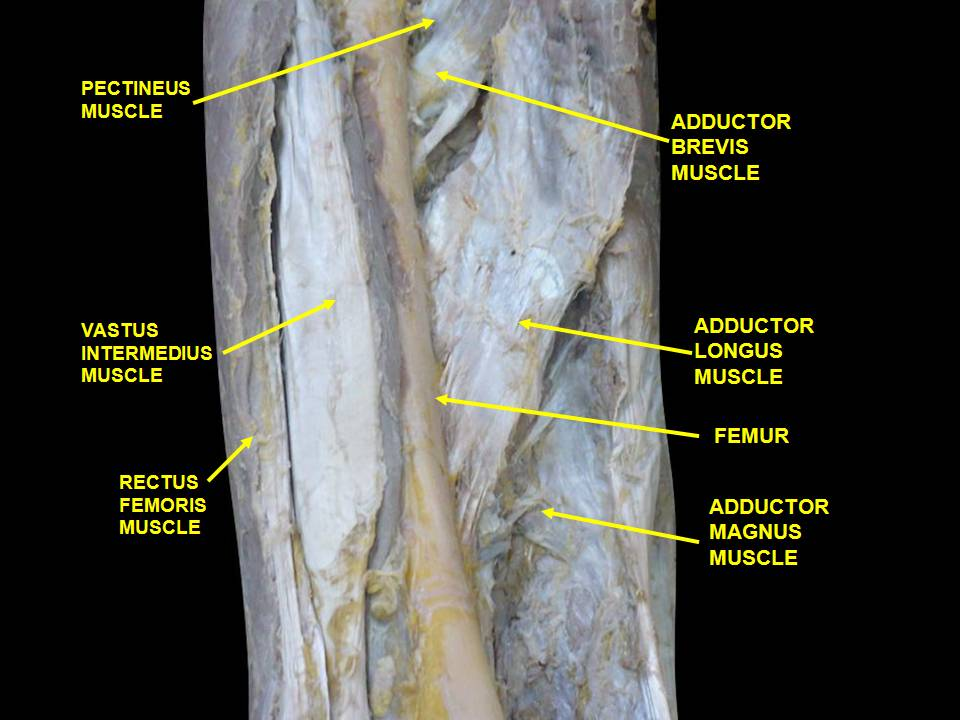